# Vlag van Uruguay
De vlag van Uruguay of Pabellón Nacional bestaat uit vijf witte en vier lichtblauwe horizontale banden; in het kanton staat de Sol de Mayo (Meizon).

## Symboliek

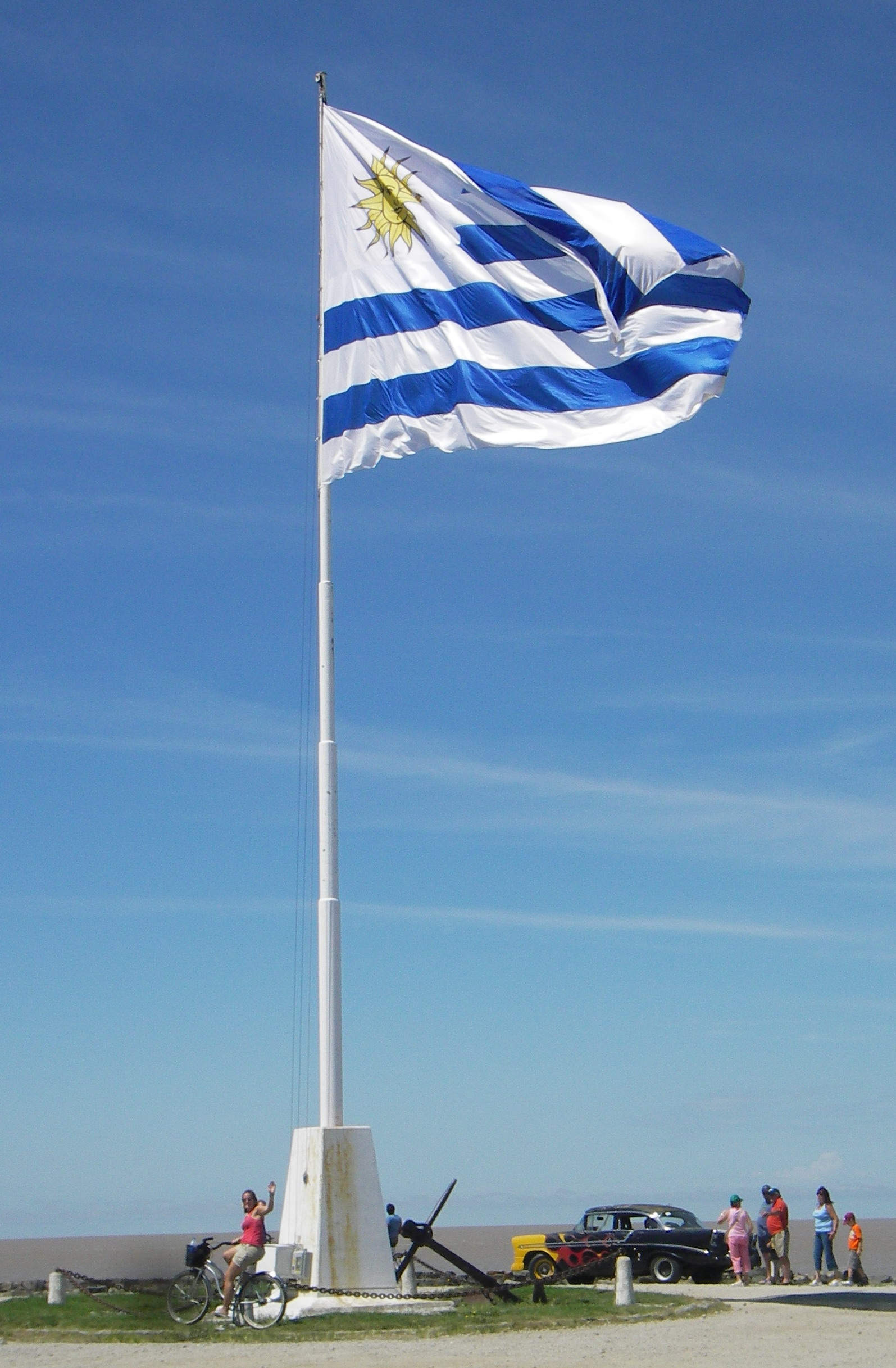
Wapperende vlag

De Uruguayaanse vlag ontleent zijn kleuren en de zon aan de Argentijnse vlag, terwijl de banen gebaseerd zijn op de vlag van de Verenigde Staten. Tot 11 juli 1830 had de vlag zeventien strepen, sindsdien negen. De negen strepen staat voor de toenmalige indeling van het land in negen departementen; tegenwoordig zijn er negentien departementen.

De zon op de vlag

De zon met een gezicht en omgeven door zonnestralen is de zogeheten Meizon en symboliseert in de Inca-mythologie de zonnegod Inti. Deze zon staat ook op het wapen van Uruguay en daarnaast, omgeven door twee keer zoveel stralen, op de vlag van Argentinië.

## Ontwerp
De negen strepen zijn elk even hoog en nemen dus 1/9 van de hoogte van de vlag in. Het kanton waarin de zon staat is een vierkant waarvan de hoogte en breedte gelijk zijn aan vijf strepen. Het kanton neemt dus 5/9 van de hoogte van de vlag in en 10/27 van de breedte.
De zon staat midden in het kanton en neemt 11/15 van de breedte en hoogte ervan in. De zon heeft zestien stralen: acht rechte en acht kromme. Elk van deze stralen wordt door een zwarte lijn in de lengte in twee stukken gedeeld.

## Nationale banieren

Vlag van Artigas (ratio 2:3)

Vlag van de Treinta y Tres (ratio 2:3)

Het vlaggebruik in Uruguay heeft iets unieks: er zijn drie "Nationale banieren" (Banderas Patrias): de Pabellón Nacional zoals hierboven beschreven, de vlag van José Gervasio Artigas en de vlag van de Treinta y Tres. Hoewel de Pabellón Nacional de primaire nationale vlag is, worden de andere twee om historische redenen ook erkend. Vanaf overheidsgebouwen worden alle drie de vlaggen uitgestoken.

### Vlag van Artigas

Eerste vlag van Artigas

De vlag van Artigas, niet te verwarren met de vlag van het departement Artigas, eert de Uruguayaanse 'vader des vaderlands', José Gervasio Artigas. De vlag bestaat uit drie horizontale banen in de kleurencombinatie blauw-wit-blauw, met daaroverheen een diagonale rode baan.
Artigas' vlag werd in 1812 ontworpen naar het voorbeeld van Manuel Belgrano's ontwerp voor de Argentijnse vlag, met de toevoeging van de rode kleur als symbool voor het bloed dat in de onafhankelijkheidsstrijd is vergoten. In eerste instantie was het rood in de beide blauwe banen geplaatst, maar in 1814 enige tijd plaatste Artigas de rode kleur diagonaal. In de jaren daarna werd de vlag door Artigas' opstandelingen veel gebruikt en gehesen in de steden die onder zijn controle waren. Zo hees hij deze vlag op 13 maart 1815 in het Argentijnse Entre Ríos, waarmee de basis voor de huidige vlag van Entre Ríos werd gelegd.
De versie met de rode diagonale band is sinds 18 februari 1952 officieel een Bandera Patria.

### Vlag van de Treinta y Tres
De vlag van de Treinta y Tres, niet te verwarren met de vlag van het departement Treinta y Tres, eert de opstandelingen onder leiding van Juan Antonio Lavalleja, die in 1825 onder deze naam vanuit Argentinië Uruguay binnenvielen om de inlijving van Uruguay door Brazilië ongedaan te maken. De vlag is een blauw-wit-rode driekleur, met in het midden de tekst Libertad o Muerte ("Vrijheid of de Dood").
De versie met de rode diagonale band is sinds 26 augustus 1825 officieel een Bandera Patria.
De vlag die Lavalleja bij zijn aanval gebruikte, werd tijdens een actie van de anarchistische beweging OPR 33 ontvreemd en is tot op de dag van vandaag niet teruggevonden.

## Geschiedenis

Vlag van Uruguay, 1828-1830

De Uruguayaanse vlag ontleent zijn kleuren en de zon aan de Argentijnse vlag, terwijl de banen gebaseerd zijn op de vlag van de Verenigde Staten. De vlag werd voor het eerst aangenomen op 16 december 1828. Zoals reeds vermeld had de vlag tot 12 juli 1830 negentien strepen en sindsdien negen; dit werd op 16 december van dat jaar officieel vastgelegd.
In 1839 werden de blauwe en de witte strepen omgedraaid, waardoor de vlag destijds uit vijf blauwe en vier witte strepen bestond. Vanaf 1843 stond de zon in het midden van de vlag. De wijzigingen van 1839 en 1843 werden op 8 oktober 1851 ongedaan gemaakt, waarmee men terugkeerde naar de vlag van 1830. Deze is tot op heden in gebruik.